# Cristoforo Munari

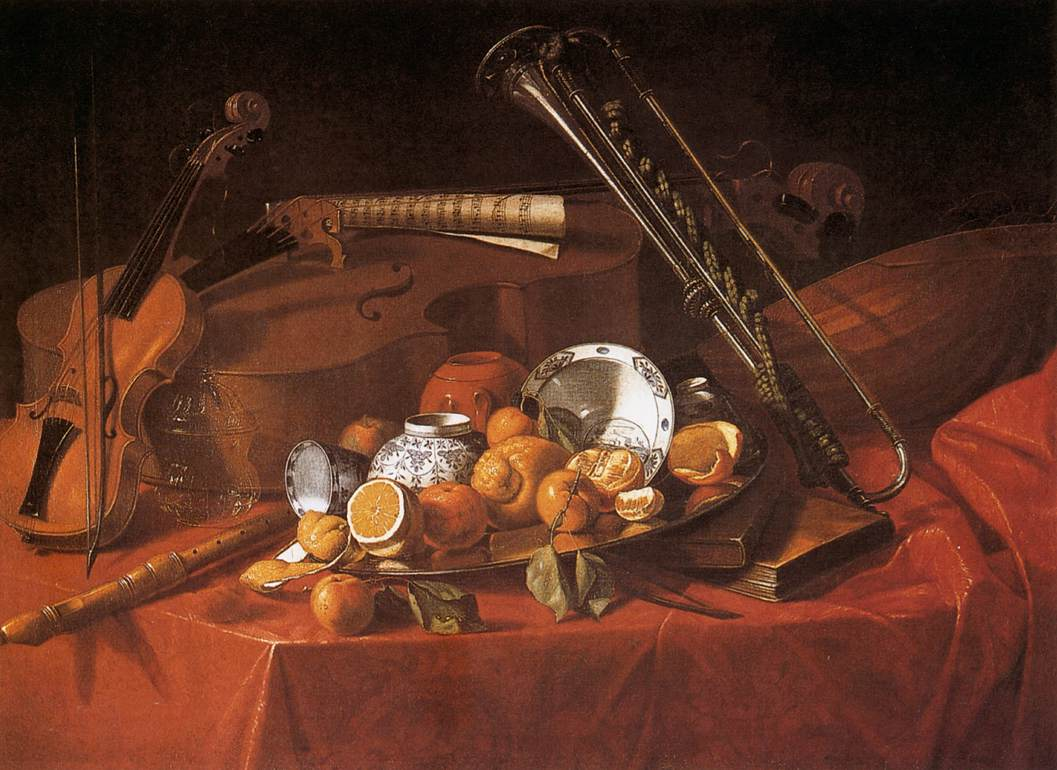
Cristoforo Munari: Stillleben mit Musikinstrumenten, chinesischem Porzellan und Citrusfrüchten, ca. 1706–1715, Uffizien, Florenz

Cristoforo Munari, eigentlich Cristoforo Ludovico Munari (Vorname auch: Cristofano, Christoforo; Nachname auch: Monari, Munarij; * 21. Juli 1667 in Reggio nell’Emilia, Herzogtum Modena und Reggio; † 3. Juni 1720 in Pisa, Großherzogtum Toskana) war ein italienischer Stilllebenmaler, der auch als Restaurator und Kunsthändler tätig war.

## Leben
Er kam als Sohn von Bernardino Munari und Antonia Mazzadi am 21. Juli 1667 zur Welt und wurde am selben Tag getauft. Über seine Ausbildung ist nichts bekannt, es wird jedoch ein früher Aufenthalt in Parma vermutet, da in seinem Werk ein Einfluss durch Andrea Benedetti zu erkennen ist.
Um 1697 ging Munari nach Rom, wo er ab 1699 in der Gemeinde von San Lorenzo in Lucina lebte, gemeinsam mit seiner Frau Giovanna Cavaterra aus Nemi, mit der er mindestens fünf Kinder hatte: Teresa (1698), Nunzia Angela Paola (1700), Bartolomeo Ottavio (1701), Marta Domenica (1703) und Angela Antonia (1706). Taufpate der Letzteren war der Bologneser Maler Domenico Maria Muratori.

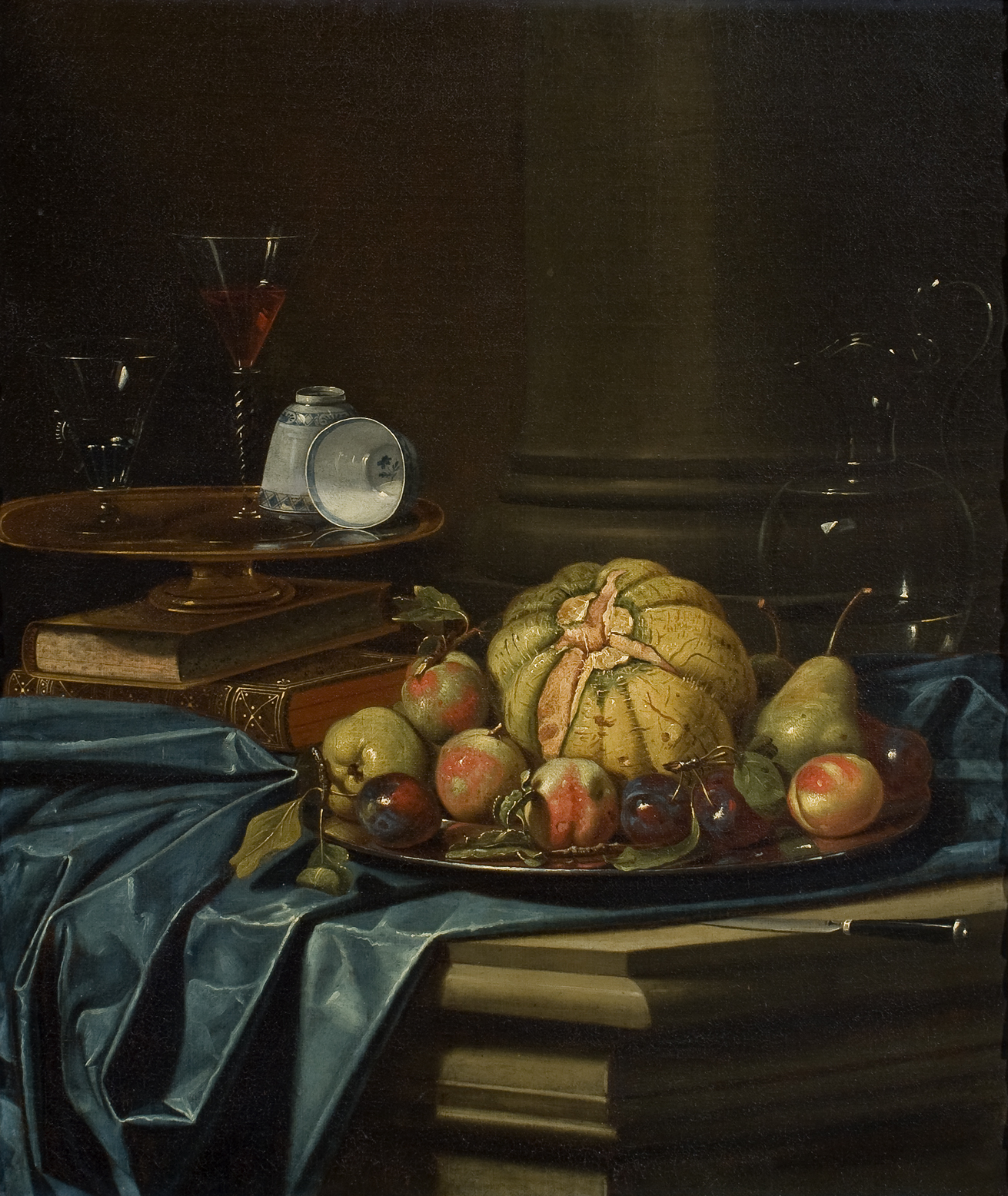
Stillleben mit Obst, Büchern, Porzellan und Gläsern auf blauem Tischtuch, 1706–1708, Öl auf Leinwand, 89 × 75 cm, Museo Civico di Modena

Munari malte Stillleben in der Nachfolge von Evaristo Baschenis und Paolo Antonio Barbieri, auf denen er neben Obst, Gemüse oder Biskuits gerne chinesisches Porzellan und durchscheinende Gläser malte; häufig stellte er auch Musikinstrumente und kostbare Teppiche dar. In Rom kam er außer mit einheimischen Malern wie Pietro Navarra und Giovan Paolo Castelli genannt „Spadino“, sicher in Kontakt mit Werken nordeuropäischer Künstler aus der Nachfolge von Jan Davidsz de Heem und Willem van Aelst, insbesondere mit dem in Rom wirkenden Christian Berentz. Munaris Malerei zeichnet sich durch große Sorgfalt in Komposition und Ausführung aus, neben einem „kristallinen Licht“ fällt besonders im Vergleich zu nordischen Malern jedoch ein wärmeres Kolorit auf.
Während Munari als Stilllebenmaler nicht in der römischen Accademia di San Luca aufgenommen werden konnte, wurde er im September 1703 immerhin Mitglied in der Künstlervereinigung Congregazione dei Virtuosi al Pantheon, an deren Versammlungen er bis 1707 durchschnittlich zweimal im Jahr teilnahm und später noch einmal im Jahr 1713.
Zu seinen bedeutendsten Förderern in Rom gehörte der Kardinal Giuseppe Renato Imperiali, für den Munari vier Bilder malte, darunter ein 1705 signiertes und datiertes Stillleben mit Gitarre (Chitarra battente), Weinflasche, Obst, chinesischem Porzellan, Glas und Biskuits, das sich in einer Privatsammlung in Reggio Emilia befindet. Wahrscheinlich malte er auch einige Bilder für die Fürsten Colonna, darunter ein Stillleben mit Musikinstrumenten und Früchten vor einer Landschaft, das später in die Gemäldegalerie Berlin gelangte.
Aus einem Brief des Malers vom Oktober 1703 geht hervor, dass er bereits zu dieser Zeit für den kunst- und musikliebenden Ferdinando de’ Medici arbeitete, der von seinen Gemälden so begeistert war, dass Munari letztendlich im Frühling 1707 nach Florenz umzog, wo er bereits im Jahr zuvor eine Gebühr von zwei Lire für die Aufnahme in die Accademia fiorentina del disegno entrichtet hatte. In der toskanischen Hauptstadt schuf er regelmäßig Werke für die Paläste und Villen der Medici, außer für Ferdinando wahrscheinlich auch für dessen Onkel Kardinal Francesco Maria de’ Medici. Heute befinden sich Werke Munaris im Palazzo Pitti und in den Uffizien.

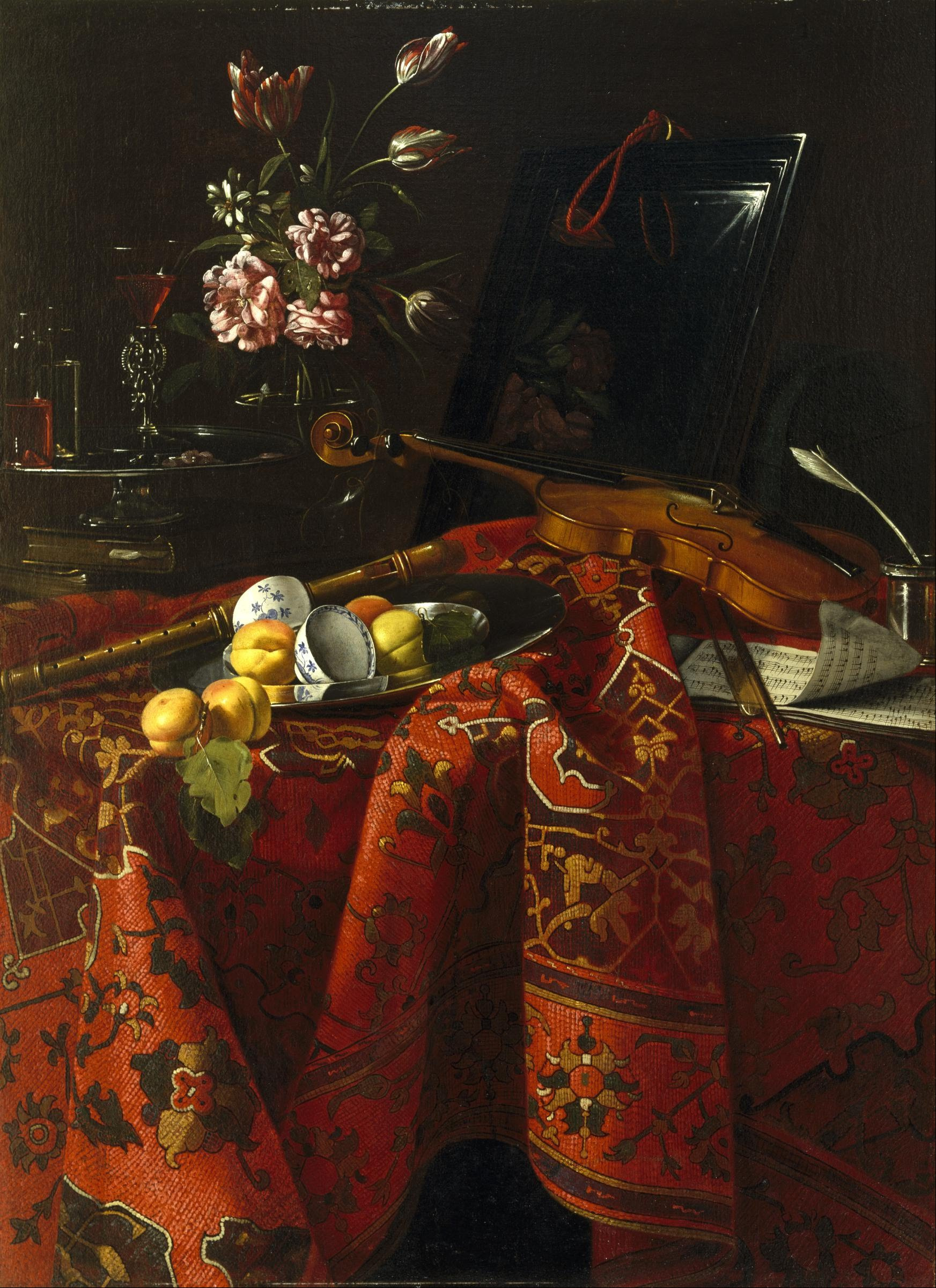
Stillleben mit Blockflöte, Violine, Aprikosen, China-Porzellan, Gläsern, einem Orientteppich und einem Spiegel, um 1710–14, Öl auf Leinwand, 97,2 × 133,4 cm, Museum of Fine Arts, Houston

Während seiner Florentiner Jahre gehörten zu seinen Mäzenen außerdem Giovanni Gualberto Guicciardini und Mitglieder der toskanischen Adelsfamilien Guadagni, Feroni und Acciaioli sowie der englische Sammler Henry Ignacio Hugford. Für die Familie Masetti da Bagnano malte er mindestens fünf Gemälde, die sich heute in der Fondazione Manodori in Reggio Emilia befinden.
Aus dem Jahr 1710 ist ein Selbstbildnis erhalten (Uffizien, Florenz), das ursprünglich im Besitz des Arztes Tommaso Puccini aus Pistoia war.
In Briefen, die der Künstler 1711 und 1712 aus Florenz an Rinaldo d’Este schrieb, und in denen er die Bezahlung für zwei 1708 von jenem bestellte Bilder (Galleria Estense, Modena) einforderte, klagte Munari darüber, dass er in Armut lebe und mit wenig Geld eine große Familie und seine alten Eltern, die immer noch in Reggio Emilia lebten, durchbringen musste. Obwohl dies rein theoretisch nur ein Trick gewesen sein könnte und in einem gewissen Widerspruch zu seiner reichen Aktivität dieser Jahre zu stehen scheint, wurde aber darauf hingewiesen, dass Stillleben zu seiner Zeit zu der niedrigsten Kunstgattung gezählt und daher nur schlecht bezahlt worden seien – im Durchschnitt mit nur 15 Scudi pro Bild. Aus diesem Grunde war er geradezu gezwungen, sich auch als Kunsthändler und künstlerischer Berater zu betätigen.
Sein letztes dokumentiertes Gemälde ist ein 1714 signiertes und datiertes Stillleben, das sich einst in der Collezione Lorenzelli in Bergamo befand (Baldassari, 1999, Nr. 108).
Nach dem Tode seines Gönners Ferdinando de’ Medici ist er im September 1713 in Rom nachgewiesen. Nachdem er 1715 noch einmal die Gebühr für die Florentiner Accademia del disegno bezahlt hatte, war er nachweislich ab 1716 in Pisa, wo er verschiedene alte Gemälde im Dom restaurierte, darunter die Wundersame Vermehrung von Brot und Fisch des Aurelio Lomi, eine Kreuzigung von Giovanni Bilivert und eine Domweihe von Pietro Sorri.
In Pisa soll er sehr zurückgezogen gelebt haben und aus seinen letzten Lebensjahren nach 1714 sind keine datierten Gemälde mehr bekannt. Er starb 1720 in Pisa und wurde auf dem dortigen Friedhof (Camposanto) begraben.

## Rezeption
Cristoforo Munari gilt heute als ein bedeutender Meister des italienischen Stilllebens um die Wende zum 18. Jahrhundert. Das war nicht immer so. Er gehörte lange zu den vergessenen Künstlern und wurde erst 1917 von Matteo Marangoni wiederentdeckt, allerdings zunächst noch mit einer relativ negativen Wertung. Das änderte sich erst mit Arbeiten von Giuliano Briganti (1954) und Giuseppe De Logu (1955). Besondere Verdienste um die neuerliche Wertschätzung des Künstlers haben sich Augusta Ghidiglia Quintavalle (1964), Geneviève Michel (1980) und Francesca Baldassari (1999) erworben. Quintavalle stellte einen ersten Werkkatalog zusammen und fand unter anderem den Taufeintrag des Malers.

## Bildergalerie
Alle abgebildeten Gemälde sind in Öl auf Leinwand gemalt.

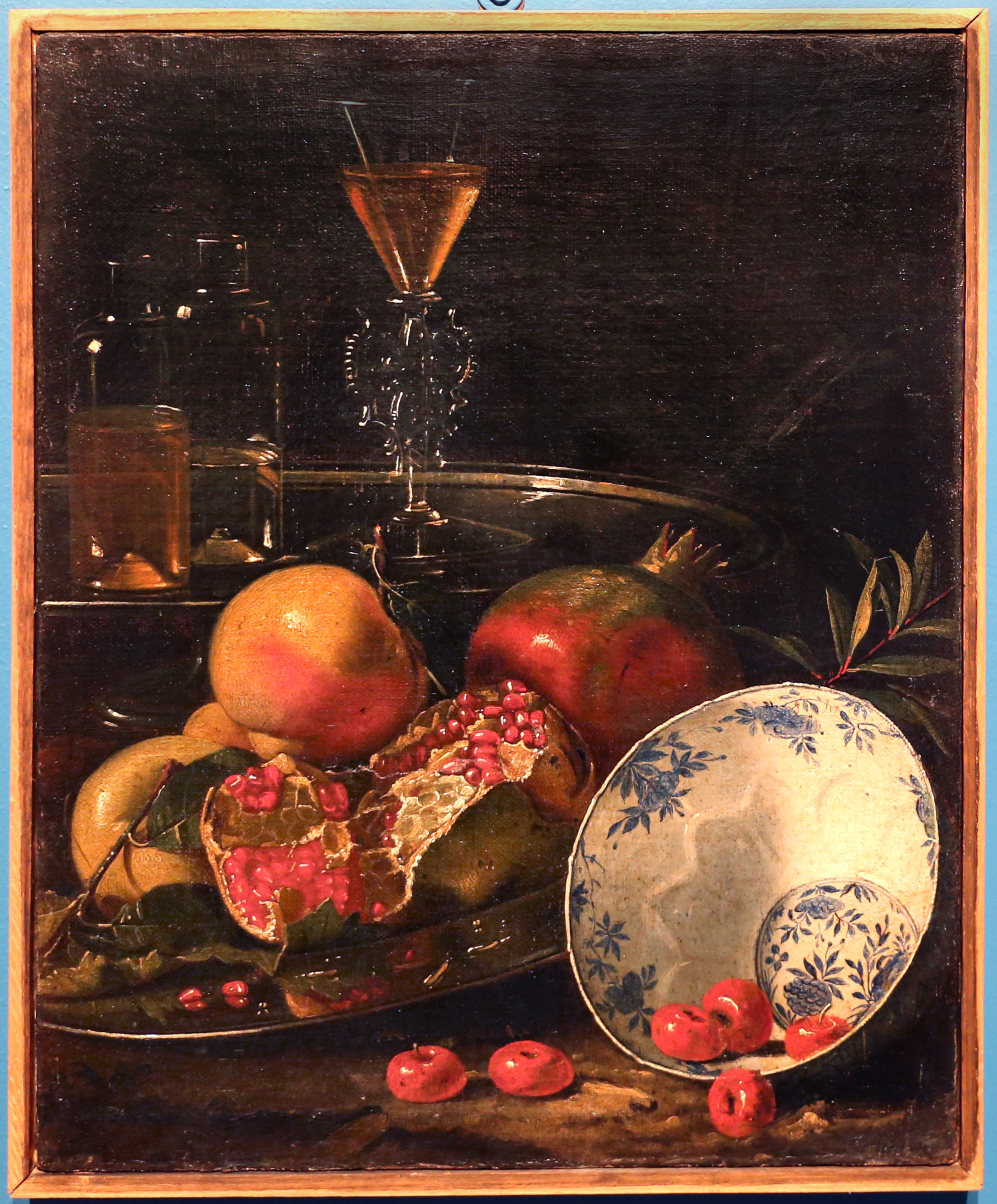
Stillleben mit Porzellanschale, Obst, Silbertabletts und Weinglas, ca. 1690–1710, Pinacoteca civica, Montefortino
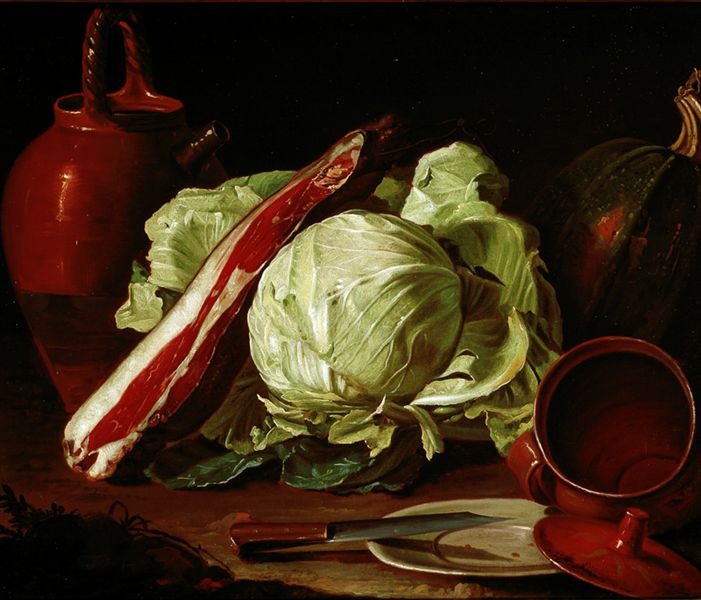
Rustikales Stillleben mit Kohl, Schinken, Kürbis, Terracotta-Geschirr und einem Messer, 73 × 87 cm, Fondazione Manodori, Reggio Emilia
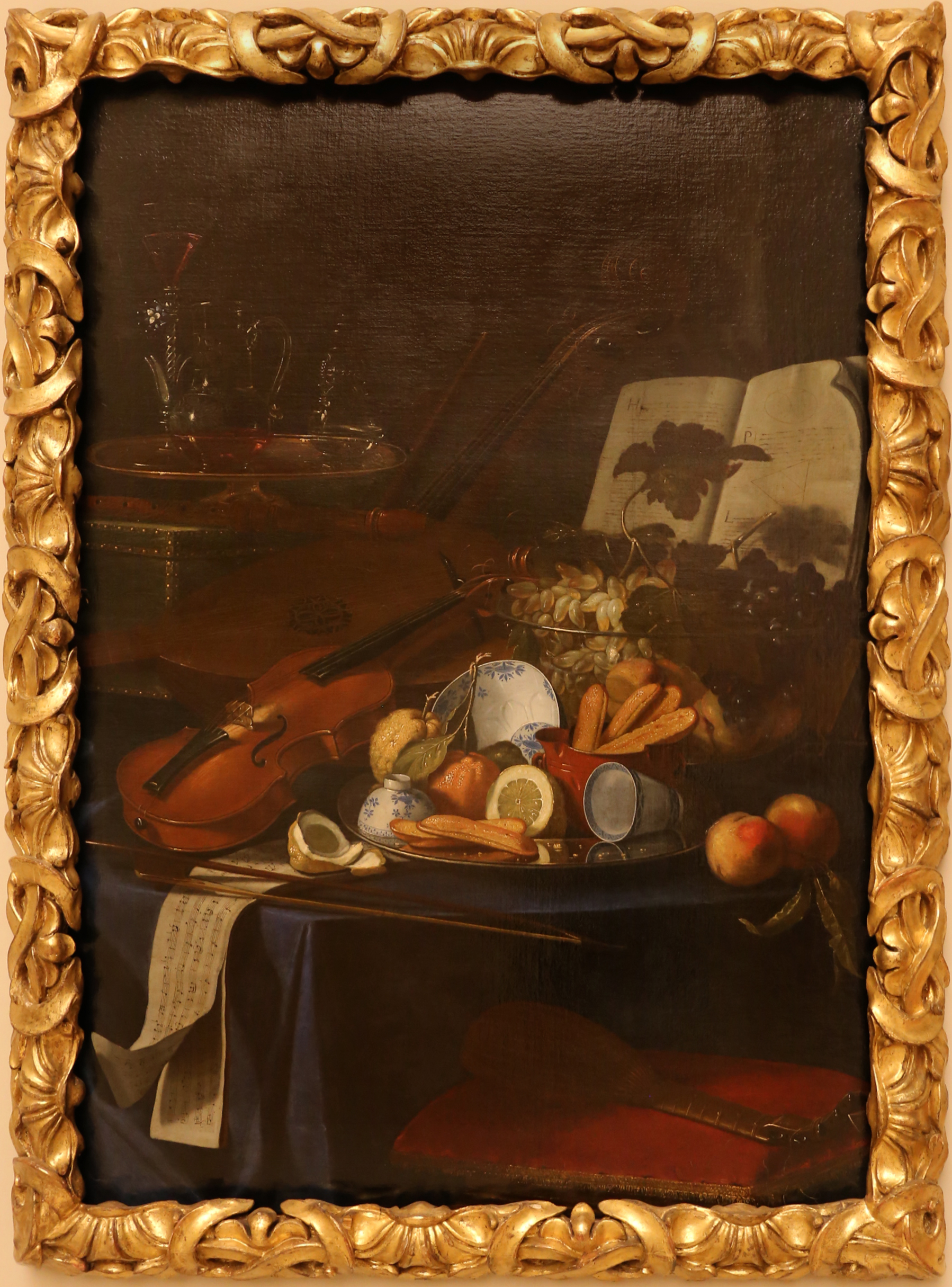
Stillleben mit Violine, Mandora, Obst, Porzellan und Gläsern, um 1706, Palazzo dei Musei, Modena
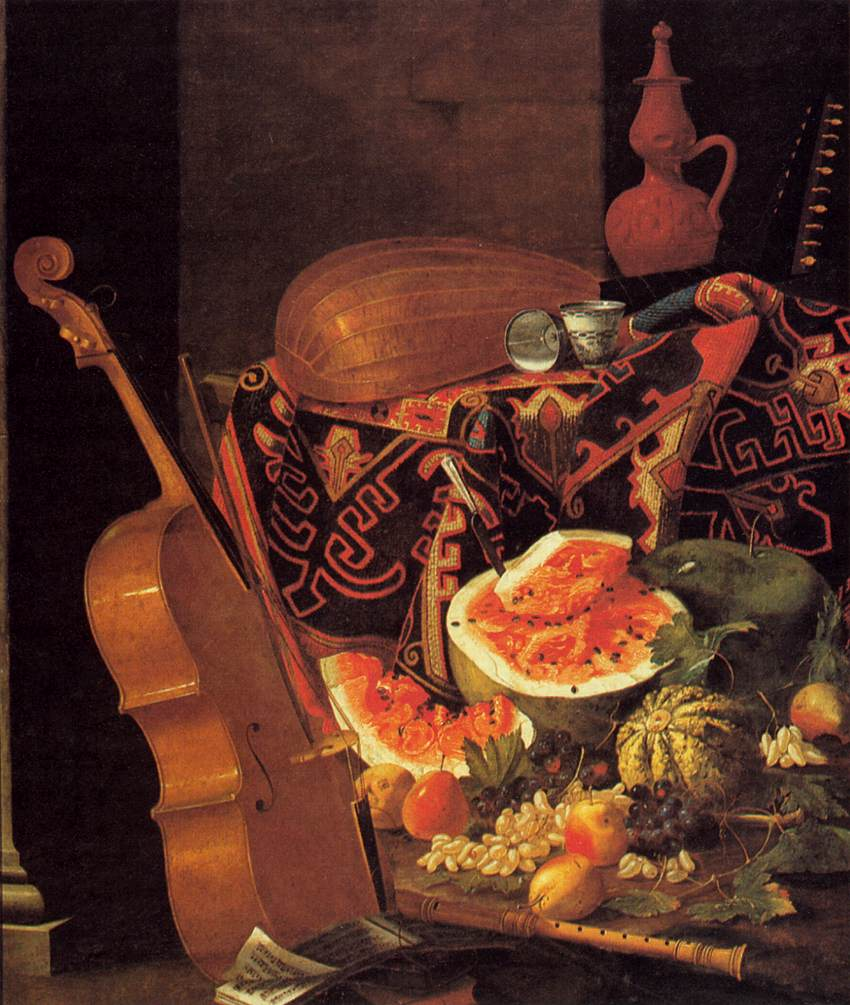
Stillleben mit Musikinstrumenten, Obst und Porzellan auf einem Orientteppich, Galleria Palatina (Palazzo Pitti), Florenz
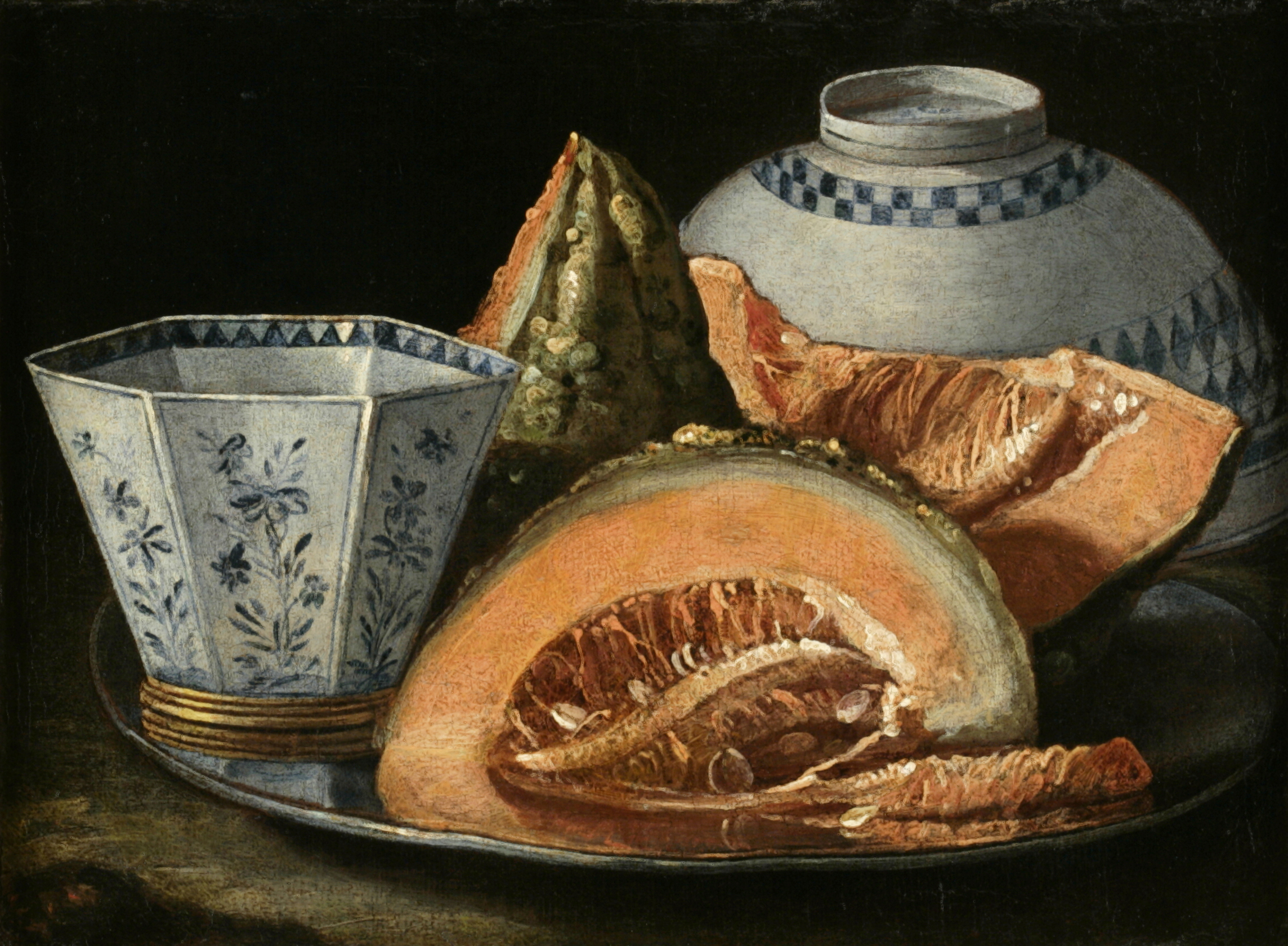
Stillleben mit Melone und blau-weißem Porzellan auf Silbertablett, 22,2 × 29,9 cm, Privatsammlung (?)
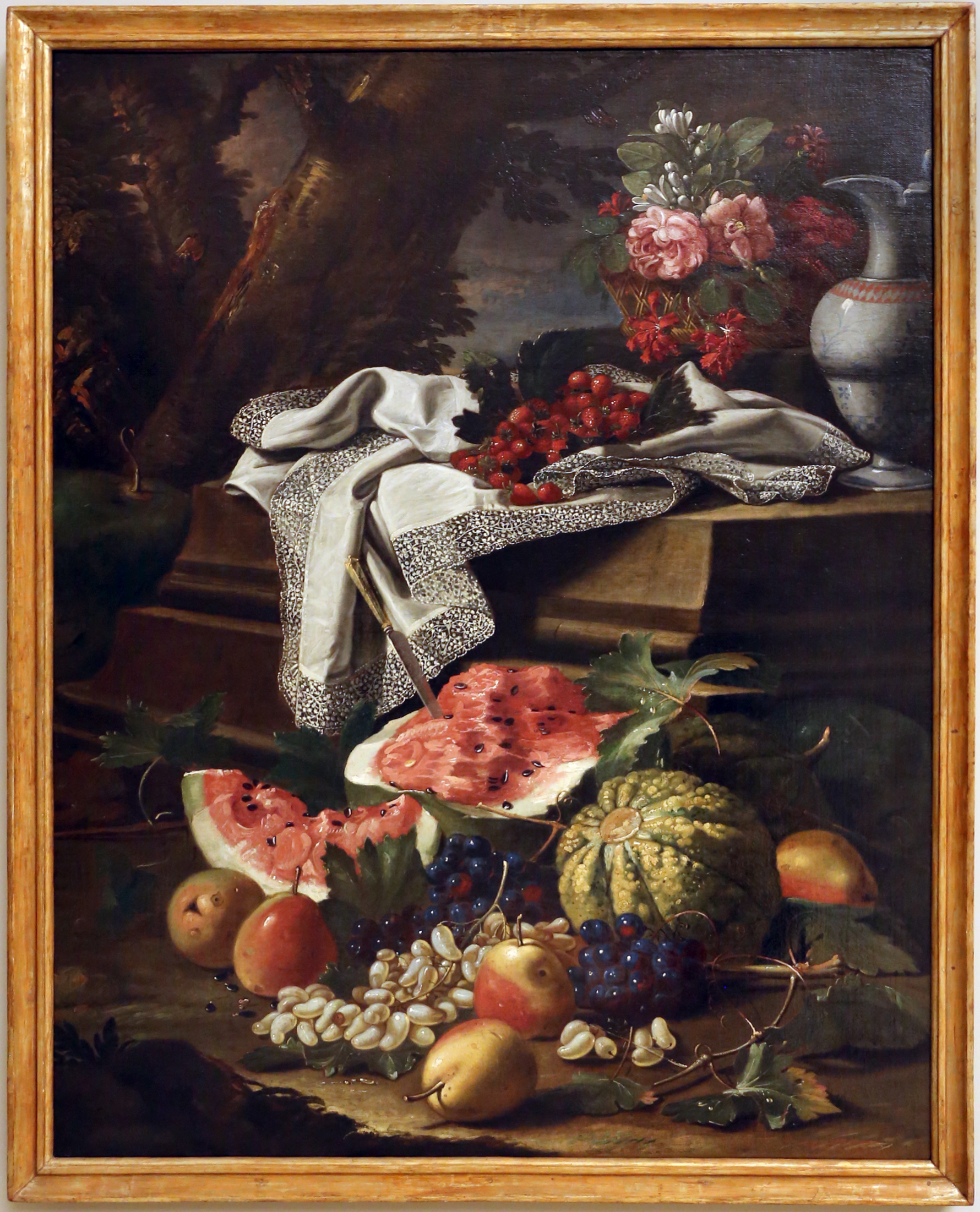
Stillleben mit Früchten, einem Korb Blumen, einem Krug aus Keramik und einer spitzenbesetzten Tischdecke, um 1706, Palazzo dei Musei, Modena
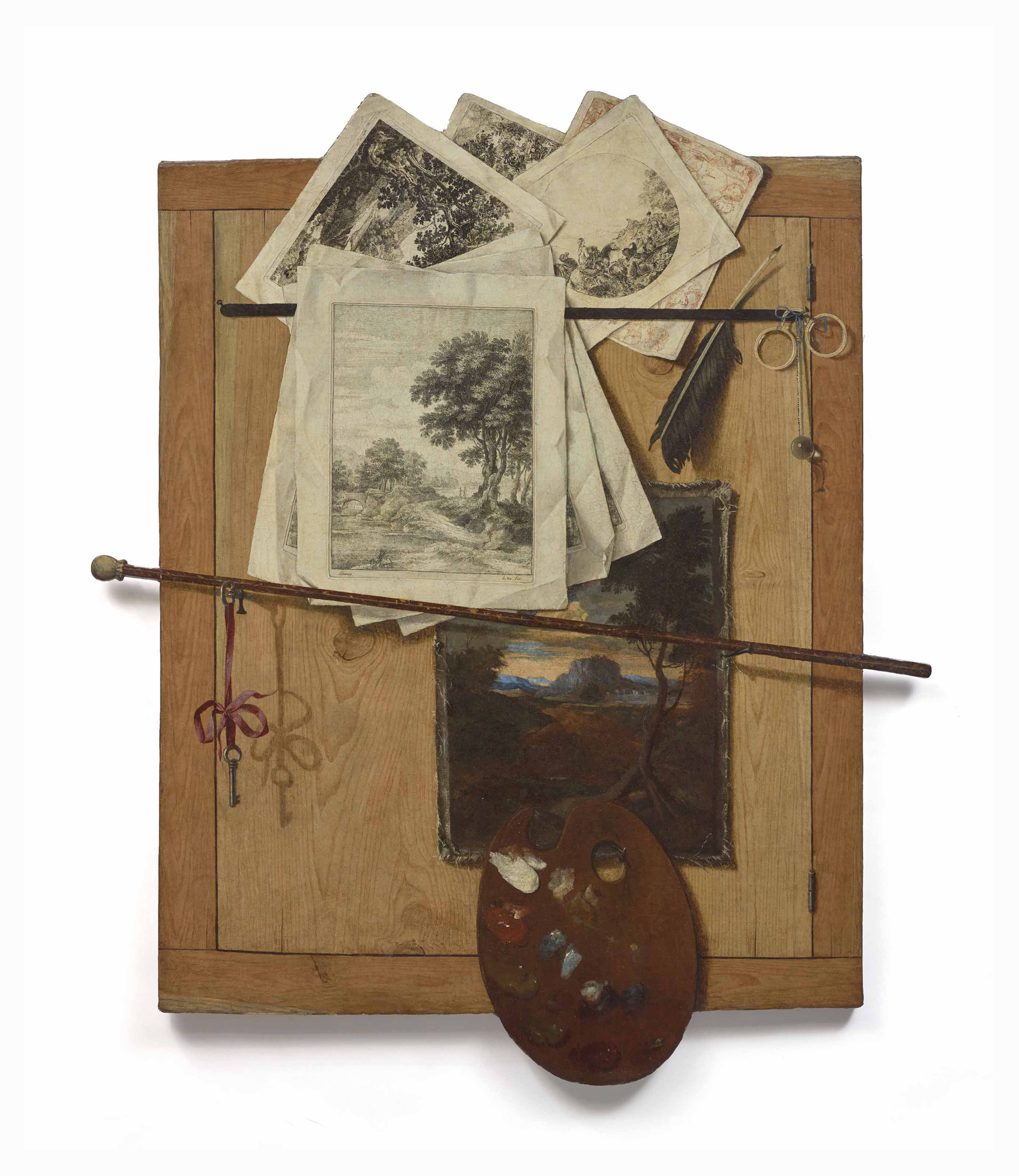
Trompe-l’œil mit Malerpalette, Kupferstichen und Schlüssel, 90 × 77,5 cm, Privatsammlung, Paris

## Werke (Auswahl)
- Zwei Stillleben (1) Gitarre (Chitarra battente), Mandora, Buch und Brief; 2) Mandora, Bücher und zusammengerollte Noten), Sammlung Guicciardini, Florenz
- zwei Stillleben, datiert 1701, Galleria Moretti, Florenz
- zwei Stillleben, signiert und datiert 1704, Privatsammlung, Turin
- Stillleben mit Gitarre (Chitarra battente), Weinflasche, Obst, chinesischem Porzellan, Glas und Biskuits, signiert und datiert 1705, Privatsammlung, Reggio Emilia
- Zwei „rustikale“ Stillleben, Palazzo Pitti, Florenz
- Stillleben mit Trophäen des Krieges, Galleria D’Orlane, Casalmaggiore
- Trompe-l’oeil, Uffizien, Florenz
- Gedeckter Tisch, 1709, Uffizien, Florenz
- Stillleben mit Kelch, Büchern und Blockflöte auf einer roten Tischdecke, früher Villa Medici in Poggio Imperiale
- Stillleben mit Kristallen, Notenpapier, Cembalo, Uhr, Obst, Silber und chinesischem Porzellan, um 1710, Privatsammlung, Como
- Stillleben mit Uhr, Pietra-dura-Vase, Büchern, chinesischem Porzellan und Muscheln, Privatbesitz
- Selbstbildnis, 1710, Uffizien, Florenz
- zwei Stillleben, Galleria Paolo Sapori, Spoleto
- fünf Stillleben, Fondazione Manodori, Reggio Emilia
- Gläserne Kanne, Musikinstrumente und chinnesische Porzellantassen, 1712, Museo civico, Montepulciano
- zwei Stillleben, ca. 1708–11, Galleria Estense, Modena
- Stillleben mit Spiegeleiern, Terracotta-Vase, Zinnschüssel, Schinken, Brot, chinesischem Porzellan, Obst, Kelch und Weinflasche, Privatsammlung, Florenz
- Zwei Stillleben, Pinacoteca civica, Ascoli Piceno
- Stillleben, signiert und datiert 1714, früher: Collezione Lorenzelli, Bergamo